# Liste der denkmalgeschützten Objekte in Ennsdorf
Die Liste der denkmalgeschützten Objekte in Ennsdorf enthält die denkmalgeschützten, unbeweglichen Objekte der Gemeinde Ennsdorf im niederösterreichischen Bezirk Amstetten.

## Denkmäler
| Foto |                 | Denkmal                                                          | Standort                            | Beschreibung | Metadaten |
| ---- | --------------- | ---------------------------------------------------------------- | ----------------------------------- | --- | --- |
| ja   | Datei hochladen | Hügelgräberfeld Albinger Holz HERIS-ID: 112198 Objekt-ID: 130270 | Albinger Holz Standort KG: Ennsdorf | Ein ausgedehntes Hügelgräberfeld der Mittel- bis Spätbronzezeit (1500–1000 v. Chr.). | BDA-Hist.: Q37829445 Status: Bescheid Stand der BDA-Liste: 2025-06-30 Name: Hügelgräberfeld Albinger Holz GstNr.: 1139/5, 1159/1, 1153/3, 1153/4, 1160/1, 1152/2, 1139/1, 1176/2, 1165/4, 1152/1, 1152/3, 1153/1, 1163/4, 1144/1, 1151/1, 1140/2, 1278/1, 1145/1, 1145/2, 1166/3 |
| ja   | Datei hochladen | Galgenkreuz HERIS-ID: 31108 Objekt-ID: 28035                     | Kiesgasse Standort KG: Ennsdorf     | Eine toskanische Postamentsäule aus dem 18. Jahrhundert mit Aufsatz, die ursprünglich an der ehemaligen Ennser Hinrichtungsstätte aufgestellt war. Anmerkung: Der Standort ist eventuell näherungsweise angegeben. | BDA-Hist.: Q37940307 Status: § 2a Stand der BDA-Liste: 2025-06-30 Name: Galgenkreuz GstNr.: 444/1 |